# État de Palanpur

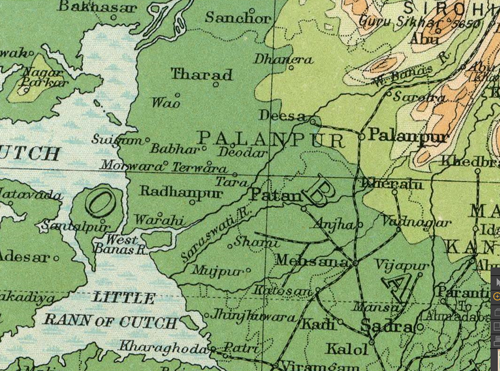
Carte de la région de l'État de Palanpur en 1922

Palanpur était un État princier des Indes, dirigé par des souverains qui portèrent le titre de "diwan" puis de "nabab" et qui subsista jusqu'en 1948. Il fut intégré depuis dans l'État du Goujerat.

## Liste des diwans puis nababs de Palanpur de 1794 à 1948
- 1794-1812 Firouz Khan III (+1812)
- 1812-1813 Fateh-Mohammed Khan (1799-1854)
- 1813 Shamsher-Mohammed Khan (+1834)
- 1813-1854 Fateh-Mohammed Khan (rétabli)
- 1854-1878 Zorawar-Mohammed Khan (1822-1878)
- 1878-1918 Sher-Mohammed Khan (1852-1918)
- 1918-1948 Taley-Mohammed Khan (1883-1957)